# Samorost
Samorost — це пригодницька гра-головоломка, розроблена компанією Amanita Design. Перша гра серії Samorost була випущена у 2003 році безкоштовно на сайті Amanita Design. Було випущено два продовження: «Саморост 2» у 2005 році та «Саморост 3» у 2016 році. Гру було оновлено та випущено 20 травня 2021 року безкоштовно для Windows і macOS. Також були зроблені порти iOS і Android.

## Ігровий процес
Гравець взаємодіє зі світом за допомогою простого інтерфейсу «наведіть і клацніть», керуючи маленьким одягненим у біле гуманоїдом із маленькою кепкою та коричневими черевиками (названого Дворським просто «гномом»). Мета ігор Samorost — розгадати серію головоломок і головоломок. Головоломки послідовно з’єднані, утворюючи пригодницьку історію. Гра не містить інвентарю чи діалогів, а розв’язування головоломок в основному складається з натискання елементів на екрані в правильному порядку. Вирішення головоломки негайно перенесе персонажа гравця на наступний екран.
Гра містить сюрреалістичні, органічні сценарії, які поєднують природні та технологічні концепції (часто містять оброблені фотографії маленьких об’єктів, які виглядають дуже великими), креативний дизайн персонажів і унікальну музичну атмосферу. Музичні треки доступні через iTunes.

## Сюжет
Гра починається, коли Гном дивиться в телескоп у своєму будинку. Раптом він бачить планету, що рухається до його рідної планети. Він сідає на свій дирижабль «Полоконзерва» і летить до Планети. Він приземляється на планету і після деяких пригод знаходить машинне відділення планети. Він змінює курс планети, так що вона ледь не оминула Домашню планету. Потім Гном повертається додому, коли лунає вітання.

## Розвиток

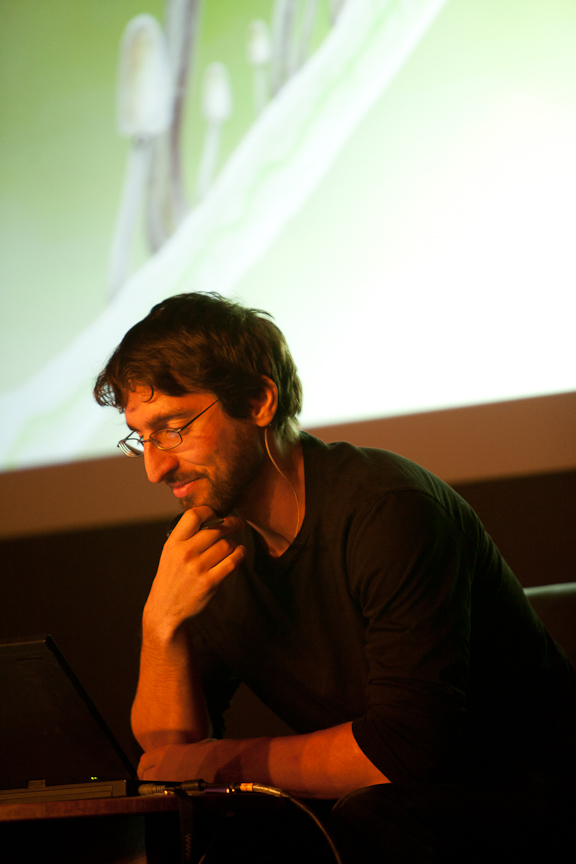
Якуб Дворський, творець Саморосту.

Samorost був створений Якубом Дворським, коли він був студентом Академії мистецтв, архітектури та дизайну в Празі на факультеті графічного дизайну та візуальних комунікацій у 2003 році. Попри короткий і спрощений ігровий процес, сюрреалістична графіка та пам’ятний рахунок зробили гру неперевершеною. Мета гри — запобігти зіткненню між рідною планетою гнома та великим космічним кораблем, що наближається.
Саморост був номінований на премію Webby у 2004 році та на премію Top Talent у 2003 році.

### Етимологія
Samorost — це чеське слово, яке використовується для опису предметів, виліплених із викинутої деревини (коріння, стовбури, гілки тощо), як правило, для декоративних цілей. Головний герой гри живе на астероїді, який нагадує такий об'єкт. Інше значення слова «саморост» — «незалежний». Слово складається з частин samo- («самий, авто-») і rost (форма růst, «рости»). Це також можна перекласти як «бродяга», «самовизначник», «індивідуаліст» або «мандрівник», особливо в контексті головного героя.

### Саундтрек
Саундтрек для відеогри Samorost був «вибраний засновником Amanita Design Якубом Дворським із різних джерел». Він не був офіційно випущений у жодному форматі; однак фанат витягнув його з гри та завантажив в Інтернет.
Композитор Floex надав музику для ремастера 2021 року.